# Pierre Djibril Coulibaly
Pour les articles homonymes, voir Coulibaly.
Pierre Djibril Coulibaly est un inventeur ivoirien né en juin 1957 à Korhogo. 

## Biographie
Inventeur, il est directeur général de NEXAT Informatique qu'il a créé en 2003 après vingt ans passés dans de grandes entreprises de la place, dont la Société ivoirienne de raffinage en qualité de chef des études informatiques.
Membre fondateur et Président de la fédération des inventeurs de Côte d'Ivoire (FEDINCI) depuis mars 2016, Pierre Djibril Coulibaly a obtenu en 2010 après une demande à l'OAPI(organisation Africaine de la Propriété intellectuelle) un brevet d'invention sur le procédé de conception de logiciel informatique de gestion "universel" (brevet 15165 du 30 mars 2010) .Les travaux de Pierre Djibril Coulibaly sur les logiciels de gestion universels tendent à faciliter l’accessibilité aux logiciels de gestion à des domaines d'activités jusque-là négligés par les développeurs d'applications à cause de leur caractère individualiste ou multiple.

## Distinctions
- Lauréat du prix Start Award for Quality à Genève, en Suisse, il reçoit le prix Covention dans la catégorie "Or", pour le logiciel de gestion universel NEXPRO UBS dont il est le concepteur en application de son brevet d'invention[4].

- Chevalier de l'ordre national de Côte d'Ivoire.

- Pierre Djibril Coulibaly a obtenu le prix de la meilleure innovation du secteur Tertiaire[5] à Cotonou en 2013 au Carrefour international de l'innovation.

- Pierre Djibril Coulibaly fait partie des "100 personnalités qui ont marqué l'Afrique en 2014"[6], selon le Financial Afrik

- Cité parmi les 08 jeunes inventeurs qui vont révolutionner le continent Africain par le magazine Afrizap[7].

- Membre du jury au salon international des inventions BRUSSELS INNOVA 2015 en Belgique[8].

- Élu depuis avril 2016 Président de la Fédération des Inventeurs et Innovateurs de Côte d'Ivoire[9]

- Cité parmi les 100 décideurs économiques africains qui comptent[10]

- Élu Président de la Fédération des Inventeurs et Innovateurs de Côte d'Ivoire (FEDINCI) le mercredi 30 mars 2016[11]